# Смешанная парная сборная Люксембурга по кёрлингу
Смешанная парная сборная Люксембурга по кёрлингу — смешанная национальная сборная команда (составленная из одного мужчины и одной женщины), представляет Люксембург на международных соревнованиях по кёрлингу. Управляющей организацией выступает Ассоциация кёрлинга Люксембурга (фр. Association Luxembourgeoise de Curling, англ. Luxembourg Curling Association).

## Результаты выступлений

### Чемпионаты мира
| Год       | Игры           | Победы         | Поражения      | Место          | Состав                                             |
| --------- | -------------- | -------------- | -------------- | -------------- | -------------------------------------------------- |
| 2008—2015 | не участвовали | не участвовали | не участвовали | не участвовали | не участвовали                                     |
| 2016      | 6              | 2              | 4              | 30             | Marco Etienne, Karen Wauters                       |
| 2017      | не участвовали | не участвовали | не участвовали | не участвовали | не участвовали                                     |
| 2018      | 7              | 1              | 6              | 35             | Marco Etienne, Karen Wauters, Daniel Eger (тренер) |

(данные отсюда:)